# Iain Glen
Iain Alan Sutherland Glen (ur. 24 czerwca 1961 w Edynburgu) – brytyjski aktor teatralny, filmowy i telewizyjny pochodzący ze Szkocji.

## Życiorys
Po ukończeniu niepublicznej szkoły dla chłopców Edinburgh Academy studiował na University of Aberdeen. Kształcił się w Royal Academy of Dramatic Art, gdzie otrzymał Bancroft Gold Medal. Jego brat Hamish Glen został dyrektorem artystycznym Belgrade Theatre w Coventry.
Związany z teatrami brytyjskimi, występował na scenie w adaptacjach sztuk Williama Szekspira, w tym jako Makbet w Tron Theatre czy Henryk V w Royal Shakespeare Company. Grał także w przedstawieniach: Martin Guerre i The Blue Room z Nicole Kidman.
W drugiej połowie lat 80. zaczął występować w serialach telewizyjnych i produkcjach kinowych. Za rolę Larry’ego Wintersa w filmie Niemy krzyk (1990) otrzymał Srebrnego Niedźwiedzia dla najlepszego aktora. W 2001 pojawił się w roli Manfreda Powella, członka tajnego stowarzyszenia iluminatów i przeciwnika Lary Croft w filmie Lara Croft: Tomb Raider z Angeliną Jolie. Na planie filmu wykorzystał umiejętności w zakresie szermierki, które nabył w czasie studiów w RADA. Zagrał wiele postaci historycznych, takich jak Ryszard I Lwie Serce w Królestwie niebieskim, Orestes w Ostatnim legionie czy Alfred Roberts w Żelaznej Damie. Pojawił się w roli Alexandra Isaacsa w kilku filmach z cyklu Resident Evil.
Wystąpił w serialach telewizyjnych Tajniacy czy Doktor Who. W 2011 wcielił się w postać Joraha Mormonta w produkcji HBO Gra o tron.

## Życie prywatne
W latach 1993–2004 był żonaty z Susannah Harker, z którą ma syna Finlaya (ur. 1994). W 2005 związał się z Charlotte Emmerson z którą ma córkę Mary (ur. 2007).

## Filmografia

### Filmy fabularne
- 1988: Goryle we mgle jako Brendan

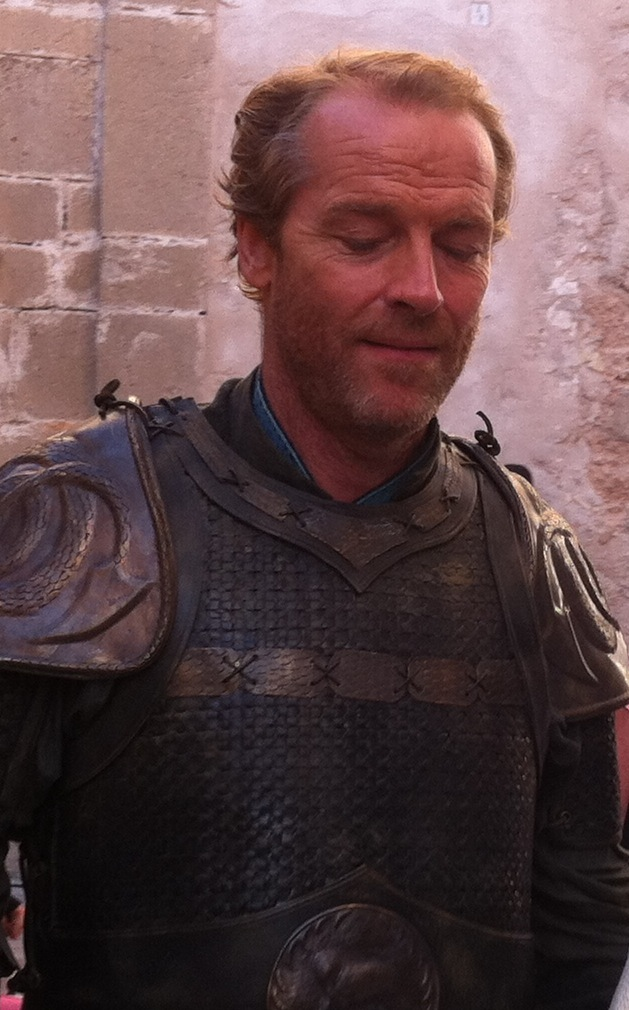
Ian Glen jako Jorah Mormont

- 1990: Góry Księżycowe jako John Hanning Speke
- 1990: Niemy krzyk jako Larry Winters
- 1990: Rosencrantz i Guildenstern nie żyją jako Hamlet
- 1991: Ferdydurke jako Joey
- 1993: Amerykański łowca jako Edward Foster
- 2000: Beautiful Creatures jako Tony
- 2000: Paranoid jako Stan
- 2001: Lara Croft: Tomb Raider jako Manfred Powell
- 2002: Ciemność jako Mark
- 2004: Resident Evil 2: Apokalipsa jako dr Alexander Isaacs
- 2005: Tara Road jako Danny
- 2005: Królestwo niebieskie jako Ryszard I Lwie Serce
- 2007: Resident Evil: Zagłada jako dr Alexander Isaacs/Tyrant
- 2007: Ostatni legion jako Orestes
- 2009: Papieżyca Joanna jako Village Priest
- 2009: Harry Brown jako S.I. Childs
- 2011: Żelazna Dama jako Alfred Roberts
- 2013: Kick-Ass 2 jako wujek Ralph
- 2016: Resident Evil: Ostatni rozdział jako dr Alexander Isaacs
- 2017: Moja kuzynka Rachela jako Nick Kendall
- 2019: Pod nadzorem jako Philip
- 2020: The Windermere Children jako Jock Lawrence
- 2021: Nowa Ziemia jako Gibson

### Seriale TV
- 2010 Doktor Who jako ks. Octavian
- 2010: Tajniacy jako Vaughn Edwards
- 2010–2016: Sprawy Jacka Taylora Jack Taylor
- 2011: Downton Abbey jako sir Richard Carlisle
- 2011–2019: Gra o tron jako Jorah Mormont
- 2012: Przystań jako Roland Holloway
- 2013: Prawdziwa historia rodu Borgiów jako Girolamo Savonarola
- 2013: Ripper Street jako pułkownik Madoc Faulkner
- 2013: Poirot jako dr David Willoughby
- 2016–2019: Delicious jako Leo Vincent
- 2019: Titans jako Bruce Wayne/Batman